# 馬夫魚
馬夫魚（学名：Heniochus acuminatus），又稱白吻立旗鯛，俗名黑白關刀，為輻鰭魚綱鱸形目蝴蝶魚科的其中一種。

## 分布
本魚分布於印度太平洋區，包括東非、紅海、波斯灣、馬爾地夫、葛摩、模里西斯、塞席爾群島、印度、斯里蘭卡、馬來西亞、安達曼海、泰國、菲律賓、印尼、中國南海、東海、日本、台灣、越南、新幾內亞、所羅門群島、澳洲、馬里亞納群島、馬紹爾群島、密克羅尼西亞、帛琉、諾魯、斐濟群島、東加、吉里巴斯、吐瓦魯、萬納杜、法屬波里尼西亞、墨西哥、加拉巴哥群島、厄瓜多等海域。该物种的模式产地在南亚和东南亚。

## 深度
水深1至20公尺。

## 特徵
本魚體色黃白，有2條暗褐色寬橫帶，第一條稍呈垂直，第二條略向下方斜走。眼上方有一不構成眼帶的黑斑。背鰭第四枚硬棘延長呈絲狀，幼魚時的長度大於體長，成魚時則漸縮短。頸背沒有骨質突起。背鰭硬棘11至12枚、軟條24至27枚；臀鰭硬棘3枚、軟條17至19枚。體長可達25公分。

## 生態
本魚棲息在珊瑚礁及岩礁區，以動物性浮游生物及珊瑚蟲為食。

## 經濟利用

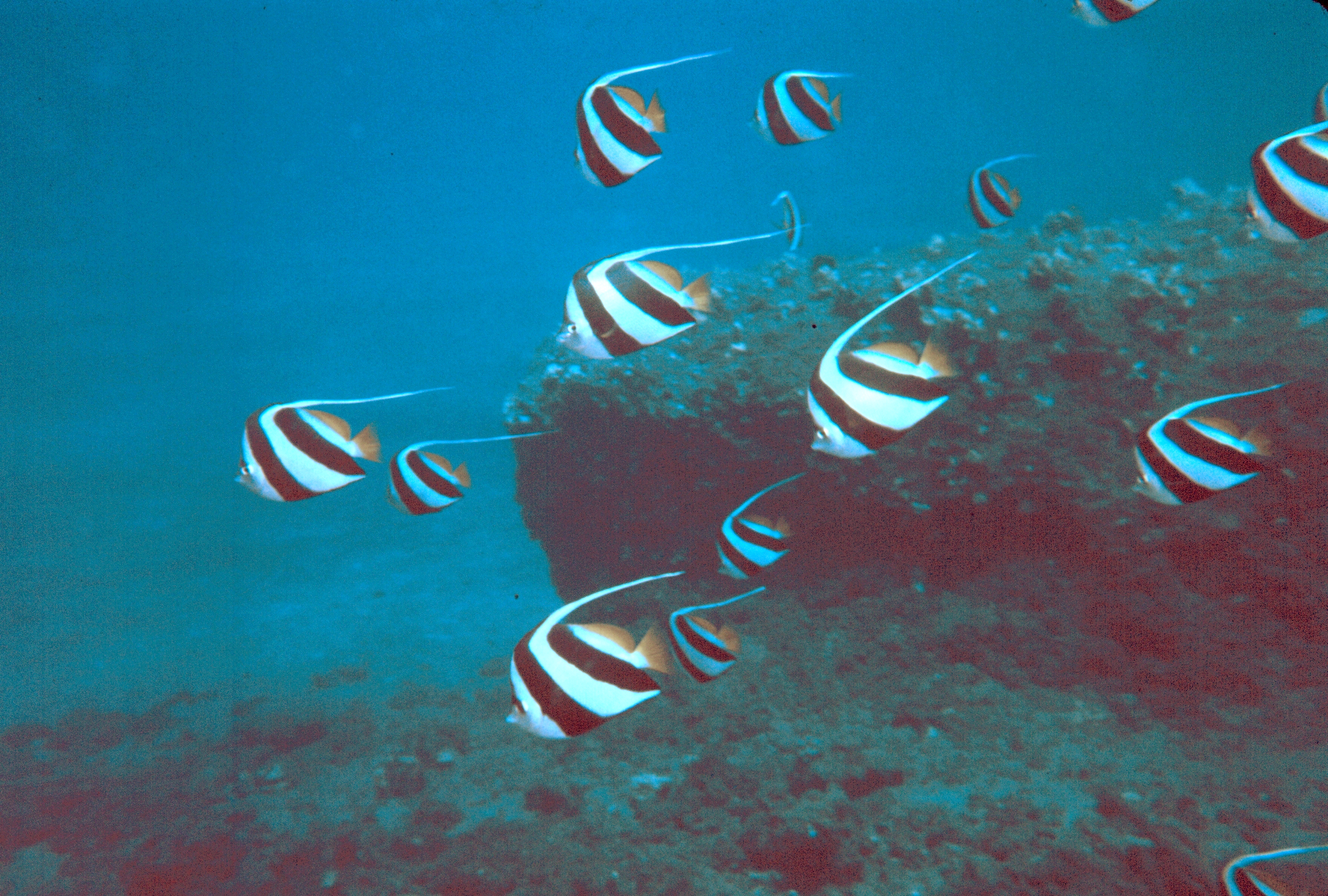
在海中群游的白吻立旗鯛

為高價值觀賞魚，不供食用。